# Национальный пантеон Казахстана
Национальный пантеон Казахстана (каз. Ұлттық пантеон) — элитное кладбище в 17 км к югу от города Астана, недалеко от села Кабанбай батыр Целиноградского района Акмолинской области.

## История
Пантеон основан вокруг мавзолея Кабанбай-батыра. Решение было принято в 2014 году, а строительство началось в 2015 году. Объект введен в эксплуатацию в июне 2020 года и обслуживается акиматом Есильского района города Астаны.

## Правила
Захоронению в Пантеоне подлежат следующие умершие лица:
- Президенты Казахстана;
- премьер-министры Казахстана и их заместители, председатели палат Парламента и их заместители, государственные советники, руководители Администрации Президента, председатели Конституционного суда, Верховного суда и Национального банка;
- министры, руководители государственных органов, непосредственно подчиненных и подотчетных президенту Казахстана, акимы областей, городов республиканского значения и столицы;
- лица, удостоенные званий Народный герой Казахстана и Герой Труда Казахстана;
- граждане, награжденные национальными орденами «Золотого орла» (каз. Алтын Қыран), Отечества (каз. Отан ордені), «Трудовой славы» (каз. Еңбек Даңқы) трёх степеней;
- граждане, удостоенные званий «Герой Советского Союза», «Герой Социалистического Труда»;
- граждане, удостоенные почетного звания «Лётчик-космонавт Казахстана» (каз. Қазақстанның ғарышкер-ұшқышы);
- другие граждане по особому решению президента Казахстана[2].

## Особенности
Все надгробные плиты сделаны одинаковыми. В отличие от обычных традиционных казахских кладбищ, в пантеоне не пишут род и племя.

## Список похороненных
На этой территории уже захоронены несколько человек — в 2013—2015 годах, до того, как власти объявили о создании пантеона.
Список на 16 мая 2024:
1. Абиш Кекилбаев (6 декабря 1939 — 11 декабря 2015) — казахстанский общественный и политический деятель, Герой Труда Казахстана (2009), народный писатель Казахстана (1992), Заслуженный деятель культуры Кыргызской Республики (1995), лауреат Государственной премии, филолог, Академик Академии социальных наук, Почётный профессор Казахского национального университета имени аль-Фараби и Евразийского национального университета имени Л. Н. Гумилёва;
2. Фариза Онгарсынова (25 декабря 1939 — 23 января 2014) — поэтесса, народный писатель Республики Казахстан (1996), лауреат Государственной премии Казахской ССР имени Абая (1979), общественный деятель, автор целого ряда поэтических книг и публикаций;
3. Орал Мухамеджанов (11 ноября 1948 — 15 октября 2013) — бывший спикер Мажилиса Парламента;
4. Максут Нарикбаев (30 марта 1940 — 12 октября 2015) — бывший председатель Верховного суда;
5. Конысбай Абил (21 мая 1954 — 3 декабря 2022) — народный поэт Казахстана, айтыскер и сатирик;
6. Косман Айтмухаметов (29 августа 1963 — 15 июля 2020) — государственный и общественный деятель, бывший первый заместитель акима Туркестанской области;
7. Гульбану Алтынбаева (1946—2016) — супруга бывшего министра обороны, генерала армии Мухтара Алтынбаева;
8. Кенжегали Сагадиев (18 февраля 1938 — 25 июля 2020) — государственный и общественный деятель Республики Казахстан, Академик Национальной Академии наук Республики Казахстан;
9. Клара Жұмабаева (1941—2020) — супруга народного писателя Абиша Кекилбаева;
10. Саяхат Конакай (3 июня 1955 — 21 сентября 2014) — брат Сары Назарбаевой;
11. Сергей Дьяченко (18 сентября 1952 — 26 октября 2016) — бывший аким Акмолинской области;
12. Козы-Корпеш Джанбурчин (02 июля 1960 — 12 февраля 2017) — бывший председатель Счетного комитета по контролю за исполнением республиканского бюджета;
13. Зейнулла Шайдаров (14 ноября 1933 — 25 июня 2020) — общественный деятель;
14. Ибрагим Жангуразов (19 июля 1937 — 15 января 2020) — деятель сельского хозяйства, Герой Социалистического труда (1981 год);
15. Анес Сарай (21 ноября 1937 — 2 февраля 2021) — казахский писатель, драматург, журналист. Лауреат Государственной премии Казахстана, заслуженный деятель Казахстана;
16. Баян Сисеновна Джакупова (18 декабря 1949 — 24 апреля 2021) — супруга бывшего спикера Мажилиса Парламента Кабибуллы Джакупова;
17. Кирабай, Серик Смайылулы (Ысмайылулы) (23 марта 1927 – 26 октября 2021) – один из советских, казахстанских видных учёных-литературоведов, критик, доктор филологических наук, профессор, академик НАН РК, заслуженный деятель науки КазССР и Кыргызской Республики, член-корреспондент Академии педагогических наук СССР;
18. Кожахмет Балахметов (26 июня 1926 — 6 ноября 2021) — ветеран труда и бывший министр просвещения Казахской ССР;
19. Мнаура Абиевна Сагиндыкова (Кургулова) (28 января 1951 — 19 июня 2022) — супруга бывшего акима Актюбинской области Елеусина Сагиндыкова;
20. Кажмурат Нагманов (1 июня 1948 — 2 июля 2022) — государственный деятель, министр транспорта и коммуникаций Казахстана в 2002—2005 годах;
21. Мария Габдуллина (15 июля 1938 — июля 2022) — супруга государственного и общественного деятеля Мырзатая Жолдасбекова[4];
22. Бази, Клара Кайсаркызы (24 июля 1939 – 15 апреля 2023) – жена Ибрагима Байгораза.
23. Айт, Несипбек Турысбекулы (22 сентября 1950 – 16 октября 2023) – казахский поэт, переводчик, журналист;
24. Жаилган, Анар Нуралыкызы (10 июля 1969 – 12 февраля 2024) – казахстанская государственная, политическая деятельница;
25. Куттыкадам, Сейдахмет Рыскожаулы (9 мая 1946 – 2 марта 2024) – видный казахстанский политолог, публицист, общественный деятель;
26. Байгельди, Омирбек (15 апреля 1939 — 3 апреля 2024) — Председатель Сената Парламента Республики Казахстан (30 января 1996 — 1 декабря 1999).[5]

## Галерея
| - Могила Орала Мухамеджанова - Могила Фаризы Онгарсыновой - Могила Саяхата Конакая - Могила Максута Нарикбаева - Могила Абиша Кекилбаева - Могила Гульбану Алтынбаевой - Могила Сергея Дьяченко - Могила Козы-Корпеш Джанбурчин - Могила Ибрагима Жангуразова - Могила Зейнуллы Шайдарова - Могила Космана Айтмухаметова - Могила Кенжегали Сагадиева - Могила Анеса Сарай - Могила Баян Джакуповой - Могила Серик Кирабай - Могила Кожахмета Балахметова - Могила Мнауры Сагиндыковой - Могила Кажмурата Нагманова - Могила Марии Габдуллиной - Могила Абила Конысбая - Могила Айт Несипбека - Могила Анар Жаилган - Могила Сейдахмета Куттыкадама - Могила Байгелди Омирбека |